# Marcus Baby
Pour les articles homonymes, voir Baby.
Marcus Baby, né Marcus Vinicius da Silva Bernardo le 23 novembre 1969 à Natal, Rio Grande do Norte au Brésil, est un artiste contemporain brésilien créateur de ses propres sculptures en utilisant des poupées.

## Biographie
Dans les années 1990, il décide de créer des sculptures en utilisant des poupées (style poupée Barbie) comme matière première pour ses œuvres. En novembre 2005, il a commencé à fabriquer sa collection de poupées à l'image de ses idoles, des célébrités de la musique, du cinéma et de la télévision. Ce qui est curieux, c'est qu'il ne vend pas de tout et ses poupées ne sont disponibles que pour les visionner sur son site Internet. La première poupée qui attire l'attention des médias était une poupée paraplégique dans un fauteuil roulant, un personnage inspiré par "Viver A Vida", une brésilienne de Soap Opera bien connue. Il a également fait les manchettes quand il a refusé de vendre une poupée qui a été créé à l'image de la présentatrice de télévision, chanteuse et actrice brésilienne Hebe Camargo. Sa poupée Dilma Rousseff, Président du Brésil, a été libéré peu après son investiture en janvier 2011, affectueusement surnommé "Barbie Dilma", elle est devenue la plus connue de ses sculptures,,.